# Wspólnota administracyjna Bad Grönenbach
Wspólnota administracyjna Bad Grönenbach – wspólnota administracyjna (niem. Verwaltungsgemeinschaft) w Niemczech, w kraju związkowym Bawaria, w rejencji Szwabia, w regionie Donau-Iller, w powiecie Unterallgäu. Siedziba wspólnoty znajduje się w miejscowości Bad Grönenbach. Powstała 1 maja 1978.
Wspólnota administracyjna zrzesza jedną gminę targową (Markt) oraz dwie gminy wiejskie (Gemeinde): 
- Bad Grönenbach, gmina targowa, 5 293 mieszkańców, 42,03 km²
- Wolfertschwenden, 1 870 mieszkańców, 14,26 km²
- Woringen, 1 865 mieszkańców, 17,54 km²